# Днепровский, Иван
Иван Днепровский (укр. Іван Дніпровський; наст. имя и фам. Иван Данилович Шевченко, укр. Іван Данилович Шевченко; 1895—1934) — украинский писатель и поэт, драматург, переводчик.

## Биография
Родился в крестьянской семье, рано остался сиротой. В 1903—1908 гг. учился в Каланчакской начальной школе, затем в Олешковской прогимназии, где познакомился с Н. Кулишом. Увлёкся литературой, начал писать стихи по-русски, редактировал рукописные журналы. В 1912 г. экстерном сдал экзамены за среднюю школу.
Летом 1914 записался добровольцем в 34 запасной батальон, затем дезертировал, был арестован и после заключения отправлен на фронт. После обучения в Московской школе прапорщиков (1915) получил назначение в Сибирь, затем с короткими перерывами пребывал на фронте до февраля 1918 г. Был на передовой, служил в штабе, работал в редакции газеты Юго-Западного фронта «Армейский вестник», где печатал свои «Окопные песни» и фронтовые очерки.
В революции участвовал сначала на стороне Директории, во время захвата поляками Правобережья попал в плен и был отправлен в Борщевский лагерь. После освобождения перешёл на сторону большевиков.
В 1919—1923 гг. учился на историко-филологическом факультете Каменец-Подольского института народного образования, активно участвовал в местной ассоциации молодых пролетарских писателей, работал инструктором трудовых школ, заведующим отдела политпросвещения. С 1921 г. начал активно писать по-украински.
По окончании института переезжает в Харьков. Работал в Управлении по делам печати, Государственном издательстве Украины, секретарём журнала «Красный путь». В 1923—1925 гг., несмотря на развивавшуюся неизлечимую болезнь, активно участвовал в литературной жизни. С 1923 вместе с В. Элланом-Блакитным и В. Сосюрой возглавлял объединение «Гарт», в 1926 стал одним из основателей ВАПЛИТЕ. Путешествовал по Украине, собирая материал для своих произведений.
Умер от туберкулёза в одном из ялтинских санаториев. Похоронен в Харькове.
Жена — Мария Пилинская, переводчик, лингвист.

## Творчество
Начинал как поэт. В стихах «Мы идём», «Моя муза», «1922», поэмах «Октябрь», «Донбасс» прославлял Октябрьскую революцию, выражал преданность новой эпохе. После поэмы «Здравствуй, Ленин» стихов не писал.
В 1925 заявил о себе как драматург пьесой «Любовь и дым». Следующая пьеса «Яблоневый плен» (1926) принесла автору настоящее признание, с успехом ставилась на сценах многих театров.
После театрального успеха переходит на прозу. Основные темы произведений — события Первой мировой войны, Гражданской войны и революции. По стилю ближе всего стоял к импрессионистам. Большое влияние на формирование индивидуального стиля Днепровского оказал М. Хвылевой.